# 石家庄三环路

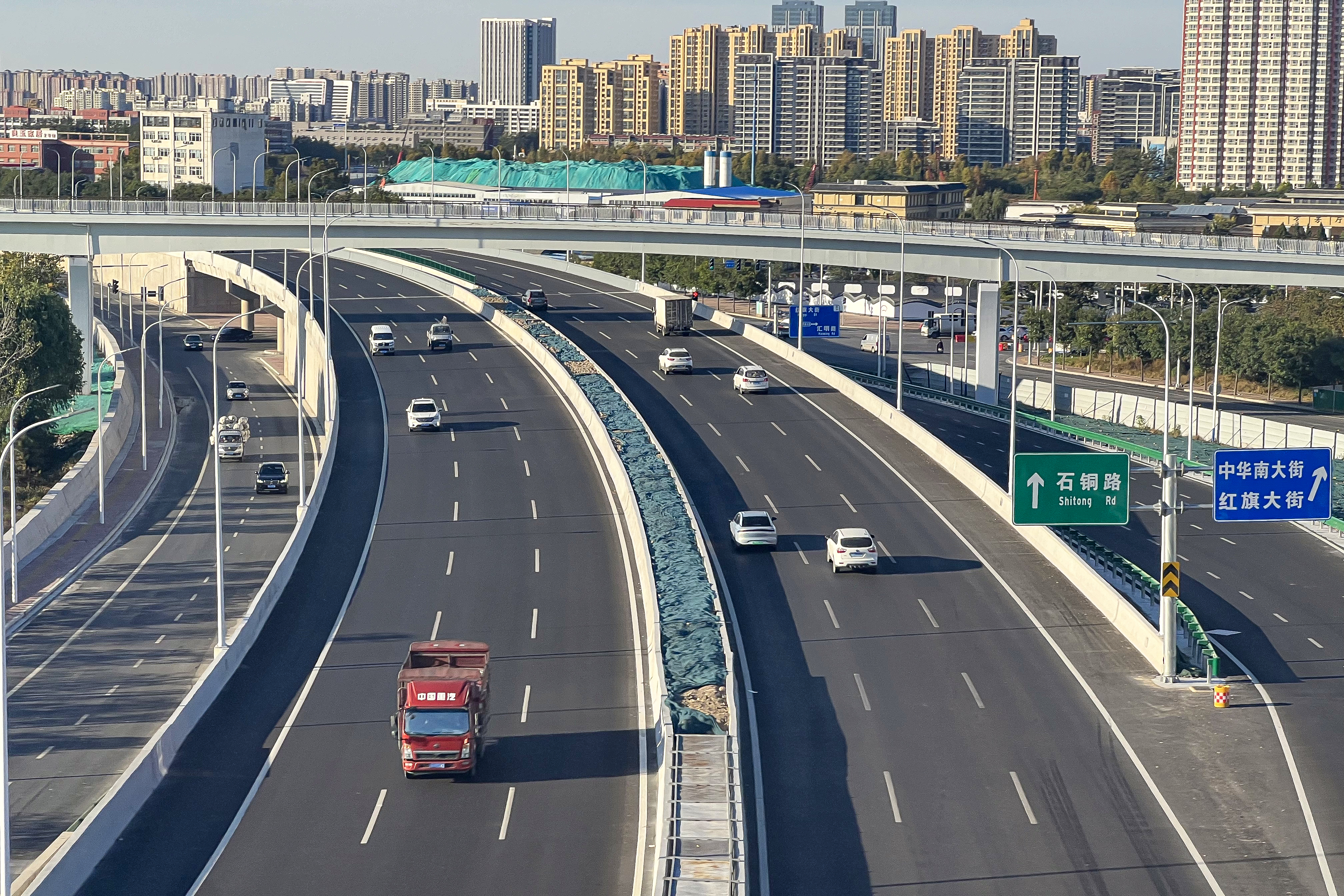
西三环鹿泉段

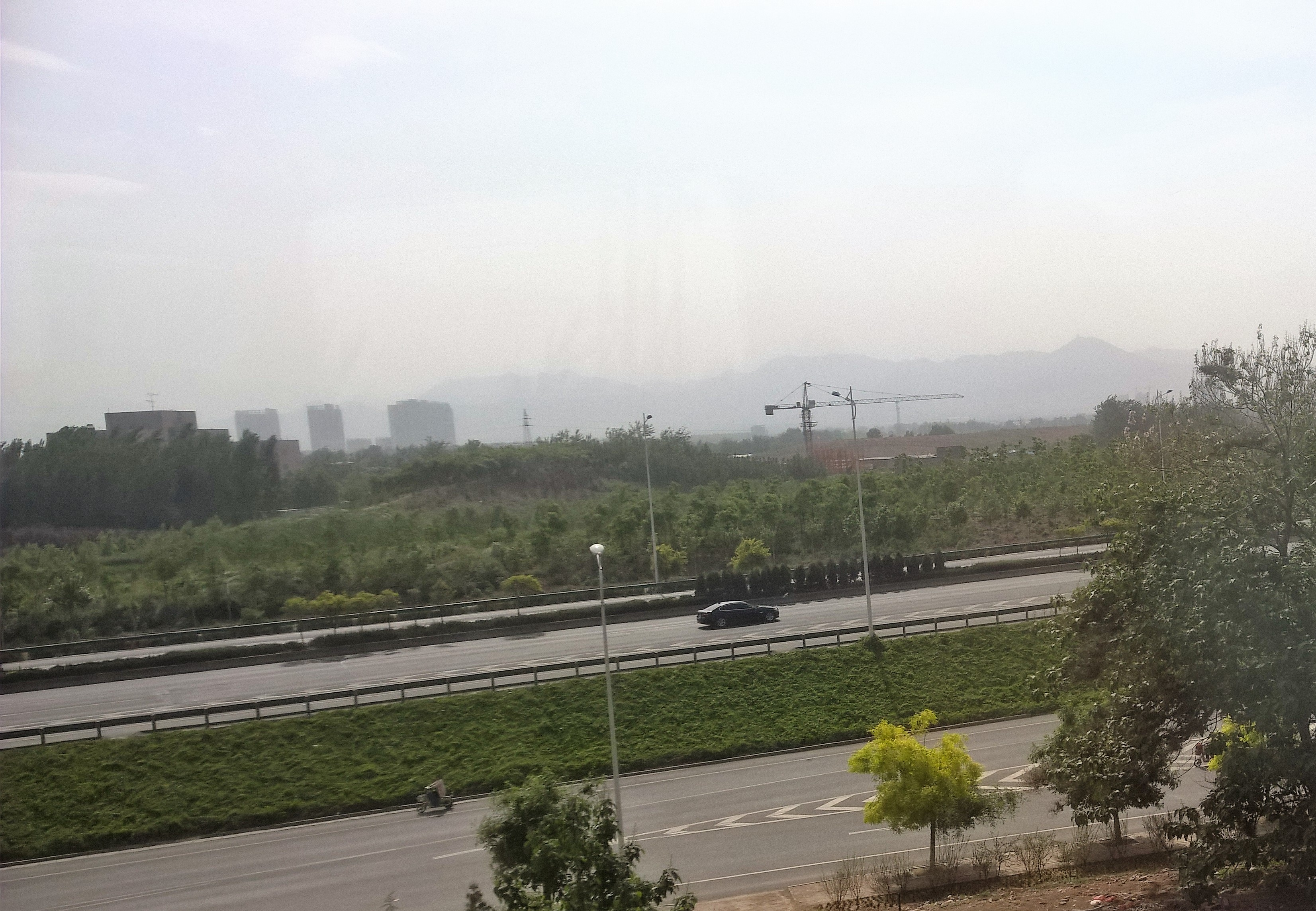
石家庄西三环，主路下方为辅路

石家庄三环路（ 101省道）是中国河北省石家庄市的城市环线快速路之一，原称石环公路。该公路最初对外地车尤其货车穿行石家庄市区的交通分流起了一定的作用，之后石家庄市区扩张，该路禁行货车。

## 组成
石家庄三环路共分北三环、西三环、南三环、东三环。
其中北三环原为 黄石高速的一部分，属高速公路，自2021年9月28日起免费通行，并进行市政化改造，西三环、南三环、东三环均属快速路，为双向3车道，限速80km/h。其辅路均为双向2车道。

## 未来
南三环主路未来将作为 石家庄绕城高速的一部分，同时也将另建南三环辅路使车辆不受高速公路之影响，正常使用三环路。